# Gymnocarpium
Gymnocarpium Newman è un genere di felci appartenente alla famiglia delle Cystopteridaceae.

## Etimologia
Il nome del genere  deriva dal greco ghimnòs (nudo) e karpòs (frutto), e deriva dalla caratteristica delle specie di questo genere di avere i sori non ricoperti dalla membrana di protezione (indusio).

## Tassonomia
Comprende le seguenti specie:
- Gymnocarpium appalachianum Pryer
- Gymnocarpium × brittonianum (Sarvela) Pryer et Haufler
- Gymnocarpium disjunctum (Rupr.) Ching
- Gymnocarpium dryopteris (L.) Newman
- Gymnocarpium heterosporum W.H. Wagner
- Gymnocarpium jessoense (Koidzumi) Koidzumi
- Gymnocarpium oyamense (Baker) Ching
- Gymnocarpium remotepinnatum (Hayata) Ching
- Gymnocarpium robertianum (Hoffm.) Newman